# Кессман, Маргот
Маргот Кессман (нем. Margot Käßmann; род. 3 июня 1958 года в Марбурге, ФРГ) — лютеранский епископ Ганновера; с 28 октября 2009 года по 24 февраля 2010 года председатель Совета Евангелической церкви Германии, немецкий либеральный теолог.

## Биография
Обучалась теологии в Гёттингене, Тюбингене, Марбурге и Эдинбурге. После получения теологического образования стала викарием в Вольфхагене.
В 1983 году была избрана делегатом на пленарную ассамблею Всемирного совета церквей (ВСЦ) в Ванкувере, где стала самым молодым членом центрального комитета этой организации. С 1991 по 1998 год была членом исполнительного комитета ВСЦ.
После ординации в 1985 году вместе с мужем стала пастором в церкви города Фрилендорф (Швальм-Эдер). Получила степень доктора философии в Рурском университете в Бохуме, написав под руководством Конрада Райзера диссертацию «Бедность и богатство как запрос в единстве Церкви». С 1994 по 1999 год была генеральным секретарём Deutscher Evangelischer Kirchentag. С 1999 года она была избрана епископом Евангелическо-лютеранской церкви Ганновера и является первой женщиной на этом посту.
В 2002 году вышла из состава Центрального комитета ВСЦ в знак протеста против прекращения по инициативе православных церквей практики проведения экуменических молитв на заседаниях ВСЦ. В настоящее время она является членом Центрального комитета Конференции европейских церквей, а также советником Германского фонда мирового населения.
В 2006 году принимала участие в качестве посла на чемпионате мира по футболу для людей с умственными недостатками, который состоялся в Германии.
Выступает за запрет Национал-демократической партии Германии, утверждая, что церковь не должна «закрывать на это глаза», как это было в 1933 году. Свою позицию она объясняет следующими образом: «Как мы можем говорить молодым людям, что они не должны поддерживать эту партию, если она официальна разрешена?»
Известна как критик Ватикана за позицию Святого Престола относительно женского священства и епископата, целибата священников, отношения к гомосексуалам и ВИЧ-инфицированным.
В 2006 году избрана женщиной года в Германии. Ангела Меркель (избранная женщиной года в 2005 году) так охарактеризовала Кессман: «преданный своему делу богослов и епископ, она использует свою энергию для того, чтобы поместить Церковь в центре своей жизни, в то же время приблизив её к народу».
28 октября 2009 года избрана на пост председателя Совета Евангелической церкви Германии — крупнейшей церкви Германии. Избрание на пост главы христианской организации женщины привело к напряжённости в отношениях с Московским патриархатом; в декабре 2009 года архиепископ Иларион (Алфеев), председатель Отдела внешних церковных связей Московского патриархата, в интервью немецкому журналу Der Spiegel сказал, в частности: «Несмотря на то, что мы не признавали евангелическую церковь Германии церковью в нашем понимании слова „церковь“, до сих пор у нас проходили встречи между главами наших церквей, то есть между патриархом и председателем Совета ЕЦГ. Теперь такая встреча становится невозможной. Патриарх не может встречаться с женщиной-„епископом“. <…> Это не вопрос пола, а вопрос отношения к христианской традиции. Мы считаем, что женщина не может продолжать линию апостольского преемства, как это делают православные и католические епископы. Кроме того, встреча патриарха Кирилла с госпожой Кессманн выглядела бы как признание нашей церковью женского священства. Наши верующие этого не поймут. Мы должны очень внимательно прислушиваться к их голосу — в нашем понимании именно церковный народ является хранителем православной веры.»
24 февраля 2010 года заявила о своей отставке — после того как была задержана полицией за вождение автомобиля в пьяном виде. В начале марта 2010 года, в связи с её уходом, в РПЦ заявили о готовности вести переговоры о возобновлении диалога с Евангелическо-лютеранской церковью в Германии (ЕЛЦГ) ближе к концу года, после избрания нового президента Совета ЕЦГ.

## Семейное положение
Мать четырёх дочерей. В 2007 году развелась с мужем, став первым разведённым епископом. В 2006 году перенесла операцию по поводу удаления опухоли молочной железы.

## Инициативы
Кесман периодически выступает с инициативами, находящими широкое освещение в СМИ, в том числе и в российских:
- Выступила против полной анонимности на немецких лесных кладбищах[14]
- В январе 2007 года призвала правительство начать переговоры с заключёнными-членами ультралевой террористической организации RAF[15]
- На форуме, посвященном 500-летнем юбилее со дня рождения Кальвина (2009 год), призвала пересмотреть протестантскую трудовую этику[16]

## Инцидент с вождением машины в нетрезвом виде
20 февраля 2010 года немецкие полицейские остановили машину представительского класса Volkswagen Phaeton, за рулём которой находилась Маргот Кессман. При тесте на алкоголь выяснилось, что допустимая доза алкоголя в её крови в три раза превышала допустимую для Германии (1,54 промилле вместо 0,5 промилле). Водительские права епископа были немедленно отобраны, а её саму теперь ожидает суд, где Кессман может быть приговорена к крупному штрафу.
24 февраля 2010 года Маргот Кессман объявила о своей отставке. «Я в ужасе, что совершила столь серьёзную ошибку», — заявила Кессман..